# Witkowo (osada leśna w powiecie sępoleńskim)
Witkowo – osada leśna w Polsce położona w województwie kujawsko-pomorskim, w powiecie sępoleńskim, w gminie Kamień Krajeński.
W latach 1975–1998 miejscowość należała administracyjnie do województwa bydgoskiego.